# セキグチ
株式会社セキグチ（英: SEKIGUCHI co.,LTD）は、「モンチッチ」などの人形やぬいぐるみなどのキャラクター商品を企画・製造・販売する日本の製造業である。本社は東京都葛飾区西新小岩に所在する。

## 沿革
- 1918年4月 - 東京府南葛飾郡奥戸村大字上平井（現在の葛飾区西新小岩）に於いて、関口セルロイド加工所を設立。セルロイド人形の製造を始める。
- 1932年 - 第1次世界大戦後、セルロイド業界の不振に伴い、素材をベークライトに変更する。
- 1943年6月 - 関口加工株式会社に改組。
- 1954年 - ソフトビニールの技術完成、製品化に成功。
- 1969年 - 「ポッポちゃん」発売。
- 1972年 - 「くたくたシリーズ」人形の発売を開始する。
- 1973年 - 「マドモアゼル ジェジェ」(わたなべ緑デザイン)発売。
- 1974年1月26日 - 「モンチッチ」人形の発売を開始する。
- 1976年7月 - 株式会社セキグチに商号変更。
- 1982年 - ぬいぐるみ、人形のオルゴール商品の発売を開始する。
- 1984年6月 - 世界初のフロッキー人形（電着式植毛人形）を発売。
- 2002年4月 - 代表取締役社長の関口晃市が代表取締役会長に就任。
- 2004年10月 - 「ベビチッチ」人形の発売を開始する。
- 2014年4月 - モンチッチ誕生40周年を記念したプロジェクトが始動。新世代モンチッチの開発などを開始。
- 2016年3月 - ニュージェネレーションモンチッチのコラボレーションが雑誌メディアに露出される。
- 2016年4月 - セキグチドールハウス跡地に「モンチッチ公園」（西新小岩五丁目公園）開園。
- 2022年1月 - 葛飾区と共同でJR新小岩駅北口駅前広場にモンチッチの銅像を建立。

## 取り扱いキャラクター
- モンチッチ（セキグチのオリジナルキャラクター）
- ベビチッチ（同上）
- ChamChamBear（同上）
- Momoko（人体（女性）型の着せ替え人形）
- スヌーピー（ピーナッツ）
- ディック・ブルーナ（ミッフィー他）
- シナモロール（サンリオ）
- くまのがっこう（バンダイ）
- ドラえもん
- バーバパパ
- ピングー
- いないいないばあっ!（NHK）
  - ワンワン
  - うーたん
- ノンタン ほか

## その他

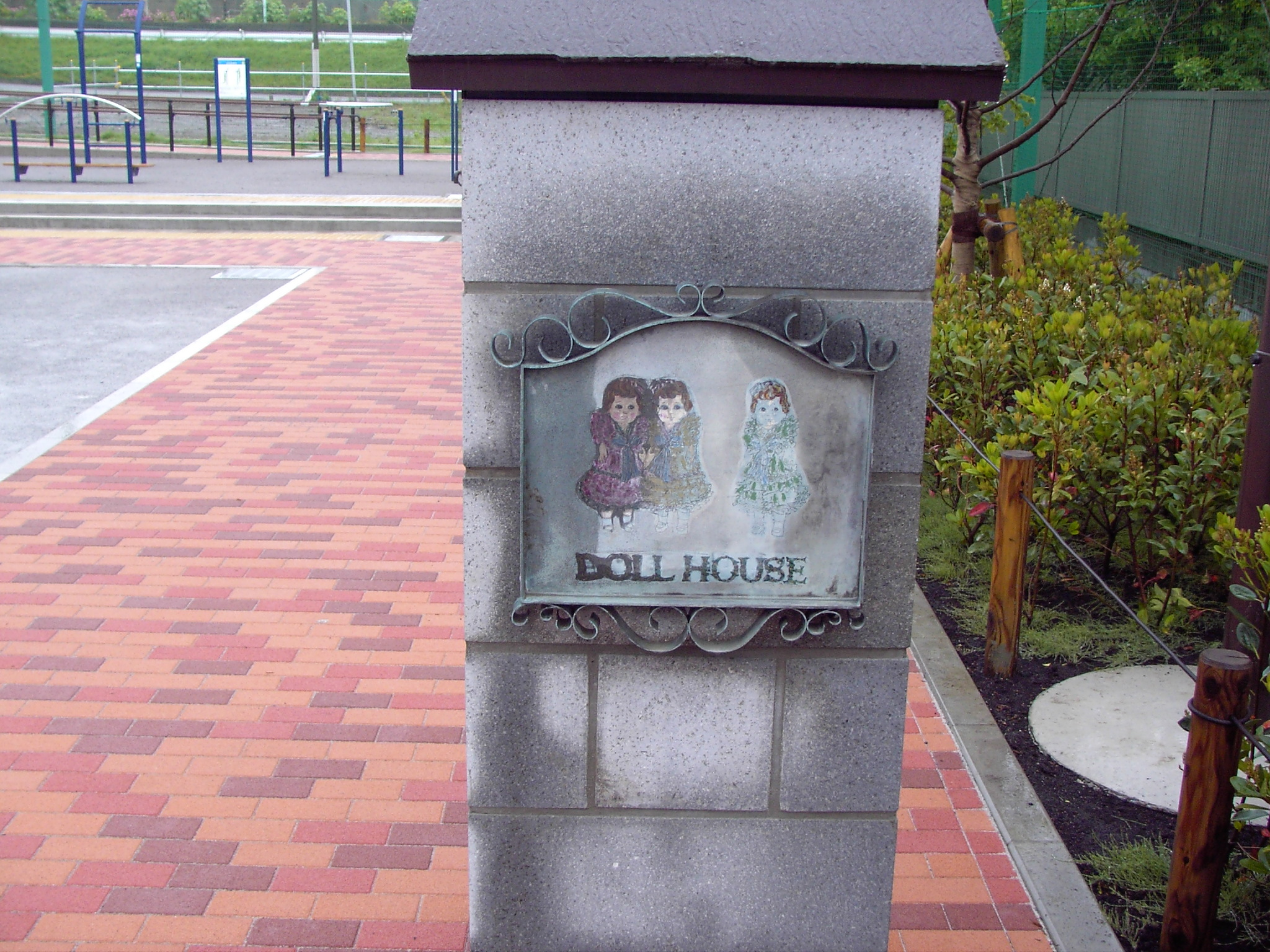
モンチッチ公園内にモニュメントとして飾られているセキグチドールハウスの表札（2016年4月）

- 西新小岩のセキグチ本社近くに、大正時代から戦後にかけて製造されたセルロイド製の人形（キューピーなど）や玩具を展示し一般に公開する施設「セキグチドールハウス」があった。この施設が入居する建物は元々セルロイド人形を作るためのセルロイド倉庫を改装したもので、葛飾区の登録有形民俗文化財に登録されていた。葛飾区は1950年代後半までセルロイド産業が盛んであった。しかし、このドールハウスは閉鎖され、跡地は葛飾区が取得し、2016年4月9日、「モンチッチ公園」（正式名称は西新小岩五丁目公園）と称した災害時の避難に対応した公園が新たに開設された。同公園内にはセキグチドールハウスの表札がモニュメントとして飾られている。
- バービー人形を集めたセキグチミュージアムの代表兼関口冨美雄商店社長の関口泰宏は、セキグチ社社長の遠戚に当たる。
- セキグチ本社での社員の朝礼の際、モンチッチの着ぐるみ（男の子と女の子）と共にラジオ体操を行っている。
- およそ1982年から1983年に商品企画を開始し、1984年6月に世界で初めての電着式植毛人形（通称：フロッキー人形）を商品化し発売した。最初期シリーズは「森の雑貨屋さん」など3シリーズで本格的な商品化に至ったのは1985年春であり、ファンシーショップでの店頭販売が売れ始めた頃に後から参入した他社エポック社のシルバニアファミリーシリーズが爆発的な売れ行きを見せ、セキグチのシェアは落とされた。但し、セキグチのフロッキー（英語版）人形はおよそ1988年頃までの約5年間製造と販売が継続された。